# Scodes deflecta
Scodes deflecta är en fjärilsart som beskrevs av August Busck 1909. Scodes deflecta ingår i släktet Scodes och familjen stävmalar. Inga underarter finns listade i Catalogue of Life.